# Бетерень
Бетерень, Бетерені (рум. Bătăreni) — село у повіті Олт в Румунії. Входить до складу комуни Колонешть.
Село розташоване на відстані 113 км на захід від Бухареста, 32 км на північний схід від Слатіни, 75 км на північний схід від Крайови, 137 км на південний захід від Брашова.

## Населення
За даними перепису населення 2002 року у селі проживали 115 осіб, з них 113 осіб (98,3%) румунів. Усі жителі села рідною мовою назвали румунську.